# Moacyr Costa Ferreira
Moacyr Costa Ferreira (Salvador, 11 de agosto de 1928 – Guaxupé, 19 de setembro de 2019) foi um professor, escritor e dicionarista brasileiro. Erradicou-se em Guaxupé, Minas Gerais.

## Formação
Formou-se em Matemática e Física em 1969, na Faculdade de Filosofia, Ciências e Letras de Guaxupé.
Em 1981 especializou-se em nível lato-sensu em Física na mesma universidade. 

## Vida literária
Nascido em Salvador em 1928 e radicado em Minas Gerais e é autor de mais de cem obras nos gêneros: referências, infanto-juvenil, Literatura tupi, didáticos, religião, instrutivos, romances, poemas e dicionários. Professor Moacyr Costa Ferreira será premiado pela Academia Brasileira de Estudos e Pesquisas Literárias. O professor Moacyr possuia uma biblioteca com mais de 7 mil livros em sua casa.

## Morte
Faleceu em 19 de setembro de 2019, na cidade de Guaxupé, Minas Gerais, aos 91 anos. 

## Premios e títulos
2004 Serviços Prestados À Cultura Nacional, Academia Brasileira De Estudos E Pesquisa Literária.
2001 Maestro Leteratto, Academia Dei Fiorino.
1999 Prêmio Clio De História, Academia Paulistana De História.
1999 Cidadão Benemérito, Câmara Municipal De Guaxupé.
1998 Medalha Comemorativa, Supremo Conselho Internacional Do Instituto Inter.
1998 Láurea alusiva, Revista Brasília.
1998 Membro Fundador, Academia Brasileira De Estudos E Pesquisas Literárias.
1998 Membro Correspondente, Academia Letras Flor Do Vale Ipausau.
1998 Certificado Do Plenário Da Cultura Nacional, Brasília/DF.
1997 Stella Brasiliense, Grupo Brasília De Comunicação.
1997 Consagração Pública, Clube Guaxupé.
1996 Ordem Internacional Das Ciências, Das Letras, Das Artes E Da Cultura, Brasília.
1996 Colar Do Mérito Cultural Da Revista Brasília, Revista Brasília.
1996 Concurso De Poesias, Contos E Crônicas, Oicc.
1996 Personalidade Do Ano, Oicc.
1996 Membro Honorário, Clube De Poesias De Uruguaiana.
1996 Membro Honorário, Clube Internacional De Boa Leitura.
1996 Membro Honorário, Associação Uruguainense De Escritores E Editores.
1996 Membro Honorário, Academia De Letras Fronteira Sudoeste Do Rio Grande Do Sul.
1996 Membro Honorário, Academia Internacional De Heráldica E Genealogia.
1996 Membro Honorário, National Geographic Society.
1995 Concurso De Poesias E Prosas, Rio De Janeiro.
1995 III Concurso De Poemas Da Oic.
1995 Cruz Do Mérito Cultural, Clube Literário Brasília.
1995 IV Concurso Nacional De Crônicas, Clube Literário De Brasília.
1995 Honorário Da Academia Itaocarense De Letras, Academia Itaocarense De Letras - Rj.
1994 Membro Efetivo, Academia Brasileira De Literatura Infantil E Juvenil.
1994 Personalidade Da Oic, Clube Monte Líbano Brasília.
1994 Concurso Nacional De Poesias, Academia Pontagrossense De Letras E Artes.
1993 Prêmio Jabuti, Câmara Brasileira Do Livro - RJ.
1993 Prêmio Diploma Honra Ao Mérito No IX Concurso Norte-Fluminense De Poemas Do Instituto Campista De Literatura, Instituto De Literatura - RJ.
1993 Diploma "Mérito JK".
1992 Título De Cidadão Guaxupeano, Câmara Municipal De Guaxupé.
1977 Prêmio José Reis De Divulgação Científica, CNPQ – USP/SP.

## Obras
- Resumo de Física (13 títulos) ‐ 1970
- Resumos de Física, 2ª edição – 1975/78
- Problemas de Física – 1978/80
- Problemas de Física, 2ª edição – 1981
- Testes de Física – 1982
- Introdução à Física, 3ª edição
- Óptica Geométrica, 3ª edição – 1983
- Problemas de Física – 1984
- Dicionário de inventos e inventores – 1984
- A natureza divertida – 1985
- Fatos e lendas – 1985
- Guaxupé Folclórico, in:Guaxupé, memória histórica, a Terra e a Gente, de José e Geraldo R. do Valle – 1985

- História da Física – 1988
- O estudo das ciências no Brasil – 1989
- O circo (infantil) – 1989
- Ciência e medição – 1990
- Um passeio à Lua – 1990
- O brinquedo através da História – 1990
- Introdução ao estudo da Geofísica – 1990
- Meteorologia, a ciência do Tempo – 1991
- Astronomia – Noções Básicas – 1992
- Histórias do Tio João – 1992
- A festa da bicharada (infantil) – 1992
- Ciência curiosa – 1992
- A alimentação no Brasil – 1992
- Os porquês da natureza – 1992
- A ciência brasileira, breve contribuição para a sua história – 1992
- Academia dos bichos – 1993
- Problemas de Física, 4ª edição – 1993
- Datas comemorativas e profissões – 1993
- Dicionário de inventos e inventores, 2ª edição – 1993
- O brinquedo através da história, 2ª edição – 1994
- Os Reis Magos – 1994
- As sementes voadoras – 1994
- O Clube de Ciências – 1994
- A conversa das árvores – 1994
- Retalhos da Bíblia – 1995
- A adivinhação e suas formas – 1995
- As flores de Anamaria – 1995
- Dicionário de afixos Greco‐latinos – 1995
- Dicionário poliglótico de nomes de pessoas – 1996
- Antropologia brasileira, primeiros estudos – 1996
- A Física, seu estudo e desenvolvimento – 1996
- Horas vagas – 1996
- A Astronáutica e sua evolução – 1997
- Curiosidades folclóricas brasileiras – 1997
- O Clube dos Curiosos – 1997
- Amigos da Ciência – 1997
- Recordando a Matemática – 1997
- Dicionário poliglótico de sobrenomes ‐ 1998
- Ergologia folclórica ‐ 1999
- Dicionário Morfológico Tupy-Guarani – 2000
- Encontro com a ciência – 2000
- O Melhor da Poesia Brasileira – Poemas Inesquecíveis‐ 2008.